# هاميلتون لوف
هاميلتون لوف (بالإنجليزية: Hamilton Love)‏ هو صحفي رياضي أمريكي، ولد في 27 ديسمبر 1875 في ناشفيل في الولايات المتحدة، وتوفي في 2 مايو 1922.